# Bolesław Tołłoczko

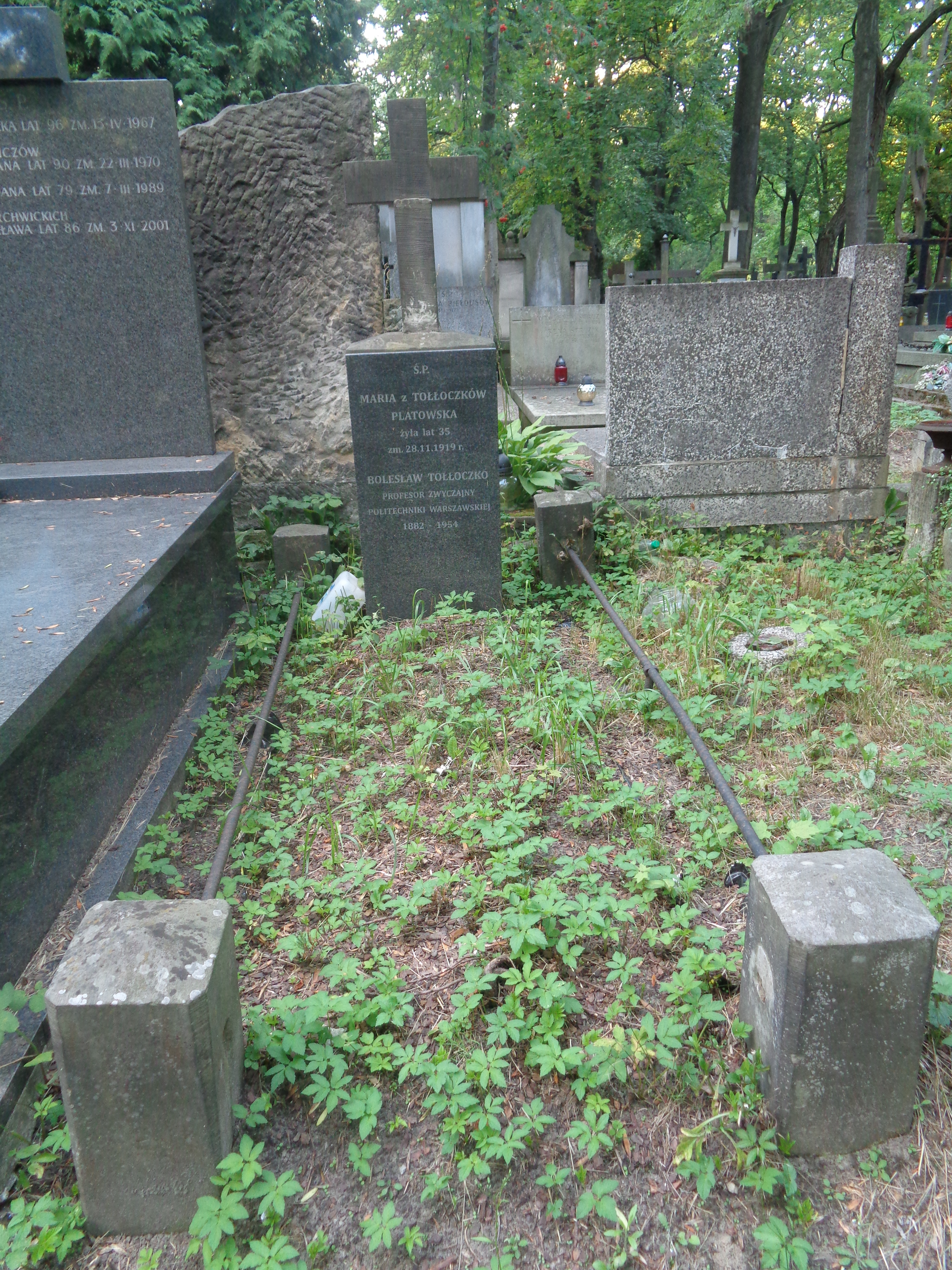
Nagrobek Bolesława Tołłoczki na cmentarzu Powązkowskim

Bolesław Tołłoczko (ur. 13 stycznia 1882 w Świadościu k. Kowna, zm. 26 listopada 1954 w Warszawie) – uczony polski, maszynoznawca i energetyk, profesor Politechniki Warszawskiej i Łódzkiej, członek Towarzystwa Naukowego Warszawskiego.

## Życiorys
Urodził się w ziemiańskiej rodzinie Edwarda, dzierżawcy niewielkiego majątku, i Marii z Korsaków. Uczęszczał do gimnazjum we Lwowie, gdzie w 1900 roku zdał maturę. Następnie studiował na Wydziale Mechanicznym Szkoły Politechnicznej we Lwowie (późniejszej Politechnice Lwowskiej), którą ukończył w 1904 roku. Jednym z jego wykładowców był Edwin Hauswald. Przez kolejny rok studiował na Politechnice Wiedeńskiej, uzyskując dyplom inżyniera mechanika. Po powrocie z Wiednia, w latach 1905–1907 był asystentem w Katedrze Części Maszyn i Kotłów Parowych Szkoły Politechnicznej, następnie do 1910 roku pracował jako inżynier w Hucie Briańskiej w Jekaterynosławiu oraz konstruktor na oddziale maszyn parowych i pomp w fabryce metalurgicznej w Kramatorsku. W 1910 roku przeniósł się do Sosnowca, gdzie był inżynierem w fabryce „W. Fitzner et K. Gamper”. W 1911 roku odbył pięciomiesięczną praktykę zawodową w fabryce maszyn E. Borsiga w Berlinie. W latach 1915–1918 był organizatorem i pierwszym dyrektorem Wyższej Szkoły Realnej na Sielcu, w której uczył fizyki.
W 1918 roku habilitował się w dziedzinie maszynoznawstwa na Politechnice Warszawskiej i został docentem w Katedrze Kotłów Parowych i Maszynoznawstwa tej uczelni. 14 maja 1919 roku uzyskał nominację na profesora nadzwyczajnego i objął kierownictwo Katedry Maszynoznawstwa, Kotłów i Kreślenia Technicznego. Od 1921 do 1952 roku (z przerwą na lata 1945–1946) związany był z Wydziałem Mechanicznym Politechniki Warszawskiej.  Niezależnie od pracy naukowo-dydaktycznej w latach 1921–1924 był inżynierem w warszawskiej fabryce parowozów. W latach 1929–1931 pełnił funkcję dziekana Wydziału Mechanicznego. 22 grudnia 1936 roku został mianowany profesorem zwyczajnym. W 1939 roku został ponownie wybrany dziekanem, lecz nie objął stanowiska z powodu wybuchu wojny.
W czasie okupacji prowadził wykłady w kilku warszawskich szkołach technicznych – Szkole Odlewnictwa, szkole Z. Jagodzińskiego, Państwowej Szkole Budowy Maszyn i Państwowej Szkole Elektrycznej, Państwowej Wyższej Szkole Technicznej (1942–1944 wicedyrektor). Razem z innymi profesorami organizował tajne nauczanie pod przykrywką Kursów Kreśleń Technicznych Zenona Jagodzińskiego, umożliwiając studentom kontynuację i kończenie studiów.
Po zakończeniu wojny, 26 czerwca 1945 roku na zaproszenie Bohdana Stefanowskiego przybył do Politechniki Łódzkiej, gdzie został pierwszym dziekanem Wydziału Mechanicznego oraz był organizatorem i kierownikiem Katedry i Zakładu Kotłów Parowych. Prowadził na Wydziale Mechanicznym i Elektrycznym zajęcia i wykłady z przedmiotów: kreślenia techniczne, kotły parowe oraz encyklopedia kotłów parowych. 1 września 1946 roku powrócił do Politechniki Warszawskiej zostając ponownie dziekanem Wydziału Mechanicznego. W 1949 roku został członkiem zwyczajnym Towarzystwa Naukowego Warszawskiego. W 1951 roku przeszedł na stanowisko kierownika Katedry Kotłów i Encyklopedii Maszyn Parowych, gdzie pracował do końca życia. Wykładał na Politechnice Warszawskiej budowę kotłów parowych i palenisk kotłowych, maszynoznawstwo ogólne, obróbkę metali, podstawy technologii i budowy maszyn.
Specjalizował się w budowie maszyn cieplnych i energetyce cieplnej. W opracowaniu Przemysł kotlarski w Polsce (1920) przedstawił stan polskiego przemysłu kotłowego oraz perspektywy jego rozwoju. Był autorem polskiego słownictwa, dotyczącego kotłów i części maszyn; przygotował również przepisy o obsłudze i ustawieniu kotłów. Przygotował Atlas konstrukcyj kotłów parowych, a także najobszerniejszą monografię poświęconą tej tematyce (Kotły parowe, 1951–1956, 2 tomy). Ponadto opublikował m.in.:
- Ogólne uwagi o wyborze paleniska (1921)
- Kotły wysokoprężne (1930)
- Współczesne paleniska kotłowe (1932)
- Drogi rozwoju współczesnej budowy kotłów (1934)
- Rozwój budowy kotłów w ostatnim 60-leciu (1934)
- Urządzenia do odpopielania spalin kotłowych (1935)
- Obliczenia krążenia wody w kotłach opłomkowych (1937)
- Paleniska dla drewna (1938)

Zmarł 26 listopada 1954 roku w Warszawie, spoczywa na cmentarzu Powązkowskim (kwatera 218-3-11).
19 stycznia 1955 roku został odznaczony Medalem 10-lecia Polski Ludowej.